# U(1)
{\displaystyle U(1)} (унітарна група порядку 1) в математиці — мультиплікативна абелева група всіх комплексних чисел, що за модулем дорівнюють одиниці: {\displaystyle \{z\in \mathbb {C} :|z|=1\}}. Є також одновимірної групою Лі і являє собою коло. Ізоморфна групі {\displaystyle SO(2)} обертань двовимірного дійсного простору.